# بیمارستان بالفور
بیمارستان بالفور (به انگلیسی: Balfour Hospital) بیمارستانی سرویس سلامت عمومی (ان اچ اس) اسکاتلند در شهر اورکنی کشور اسکاتلند است که در سال ۱۸۴۵ میلادی ساخته شده و دارای ۶۵۰ تخت است.